# Muncie
Muncie är en stad (city) i Delaware County i delstaten Indiana, USA. Muncie är administrativ huvudort (county seat) i Delaware County.  
Ball State University ligger i här. Kända alumni är bland andra David Letterman och Jim Davis (skaparen av Katten Gustaf).